# Павер-поп
Павер-поп (англ. Power pop) — піджанр поп-рок/поп-панк музики, що є сумішшю поп-музики та альтернативного року. Найчастіше характеризується швидкою мелодією та простим вокалом, характерним для поп-року.

## Виконавці жанру

### Іноземні
- Boys Like Girls
- Snow Patrol
- El Sueño de Morfeo
- Fit For Rivals
- Hair Peace Salon
- Jimmy Eat World
- The Hellacopters
- Oberhofer
- Avril Lavigne
- Anavae
- The Enemy
- Jedward
- Plain White T's
- Останні альбоми Green Day
- Vanilla Sky
- Weezer
- Sunrise Avenue
- Goldfrapp
- Valentino

### Українські
- Traff!c
- Lama
- ДіО.фільми